# 真齿鳞虫
真齿鳞虫（学名：Eupanthalis kinbergi）为蠕鳞虫科真齿鳞虫属的动物。分布于地中海以及中国南海、北部湾等海域。